# Zapasy na Igrzyskach Boliwaryjskich 1951
Turniej w ramach Igrzysk w Caracas w 1951 roku. Rozgrywano zawody tylko w stylu wolnym.

## Tabela medalowa
Gospodarz zawodów został zaznaczony kolorem.
| Poz.  | Państwo   |   |   |   | Łącznie |
| ----- | --------- | - | - | - | ------- |
| 1.    | Panama    | 5 | 1 | 0 | 6       |
| 2.    | Wenezuela | 2 | 3 | 0 | 5       |
| 3.    | Peru      | 0 | 2 | 0 | 2       |
| Razem | Razem     | 7 | 6 | 0 | 13      |

## Wyniki

### W stylu wolnym
| Waga   | złoty           | srebrny        | brązowy |
| ------ | --------------- | -------------- | ------- |
| 52 kg  | Francisco Ayala | Carlos Luzcano | ----    |
| 57 kg  | Miguel Vilorio  | Carlos Barría  | ----    |
| 62 kg  | Humberto Falcón | ----           | ----    |
| 67 kg  | Gerardo Jiménez | Manco Aparicio | ----    |
| 79 kg  | Pablo Ledesma   | Víctor Loayza  | ----    |
| 87 kg  | Luis Sigueman   | Roberto Gadron | ----    |
| +87 kg | Ansberto Cedeño | José Pinates   | ----    |